# Eucheira socialis socialis
Eucheira socialis socialis es una subespecie de mariposas de la familia Pieridae.

## Descripción
La cabeza presenta pelos blancos, tórax y abdomen en vista ventral son de color negro. En su vista ventral la cabeza en los palpos presenta pelos blancos, tórax y abdomen, el abdomen presenta pelos anaranjados. El margen costal del ala anterior es casi recto, ápice redondo, margen distal y anal es convexo. El  color del ala anterior en su vista dorsal es café o pardo. En el margen costal presenta escamas de color blanco. Región submarginal 8  manchas blancas intervenales (más angostas hacia el torno hasta desaparecer. En la región postdiscal presenta serie de manchas blancas, dentro de la célula discal en el área más apical presenta solo una mancha blanca. Las alas posteriores son de color café con banda postbasal de color blanco, esta se une que sale del área basal paralela al margen anal. Presentan 5 manchas submarginales de color blanco.  Ventralmente las alas son de color café muy claro con el mismo patrón de manchas pero más tenues. La hembra es similar al macho.

## Distribución
Desde el centro de México a Oaxaca. En los estados de Jalisco, Michoacán, Guerrero, Morelos, Oaxaca, Veracruz, Hidalgo, San Luis Potosí. Guanajuato y Querétaro.

## Hábitat
Se le ha registrado en el Valle de Bravo, en esta localidad se encuentra el tipo de vegetación del bosque mesófilo de montaña, donde predomina en la región el clima: templado, semifrío, semicálido y cálido. También se le ha registrado en Cuernavaca con clima templado húmedo en el norte y clima semicálido húmedo.

## Estado de conservación
No está enlistada en la NOM-059, ni tampoco evaluada por la UICN. 